# 八重樫哲哉
八重樫 哲哉（やえがし てつや、1959年9月19日 - ）は、日本の篤農家。特定非営利活動法人東北どまんなか理事長。みちのく水稲研究会会員。豊沢川土地改良区総代:地区用排水調整・施設管理委員会委員長(第五選挙区・飯豊)。

## 経歴
1959年9月19日、岩手県北上市出身。九代目農家の長男に生まれる。1981年、専修大学を卒業。2012年1月、八重樫商事を開設(住設機器卸)。2016年、米・食味分析鑑定コンクール:国際大会で金賞(都道府県部門)を受賞。グッドファーマー認定。2017年、米・食味鑑定士資格を取得。ふるさと納税事業者アワード2017・プレゼンター。2019年、炊飯・米飯商品米国際コンテストで特Aランク賞を受賞・精白米品質認定書入賞。農産物検査員資格を取得。銀河のしずく頂上コンテストで入賞。2020年9月、岩手県版GAP確認制度に基づく確認・登録済農業者。11月28日、米・食味分析鑑定コンクール:国際大会都道府県代表お米選手権部門で金賞を受賞。

## 受賞
- 2016年、米・食味分析鑑定コンクール:国際大会都道府県代表お米選手権部門で金賞を受賞。
- 2019年、銀河のしずく頂上コンテストで入賞。炊飯・米飯商品米国際コンテストで特Aランク賞を受賞・精白米品質認定書入賞者。
- 2020年、米・食味分析鑑定コンクール:国際大会都道府県代表お米選手権部門で金賞を受賞。